# 博·布里奇斯
博·布里奇斯（Lloyd Vernet "Beau" Bridges III，1941年12月9日—）是美國的一位演員和導演。他是三次艾美獎，兩次金球獎和一次格萊美獎的得主。布里奇斯在2003年4月7日進入好萊塢星光大道。他的父母也是演員。